# Francisco García Ortega
Francisco García-Ortega Marín (Madrid, 8 de mayo de 1866-Madrid, 30 de mayo de 1925) fue un actor de teatro español de finales del siglo XIX y primer cuarto del siglo XX.

## Biografía

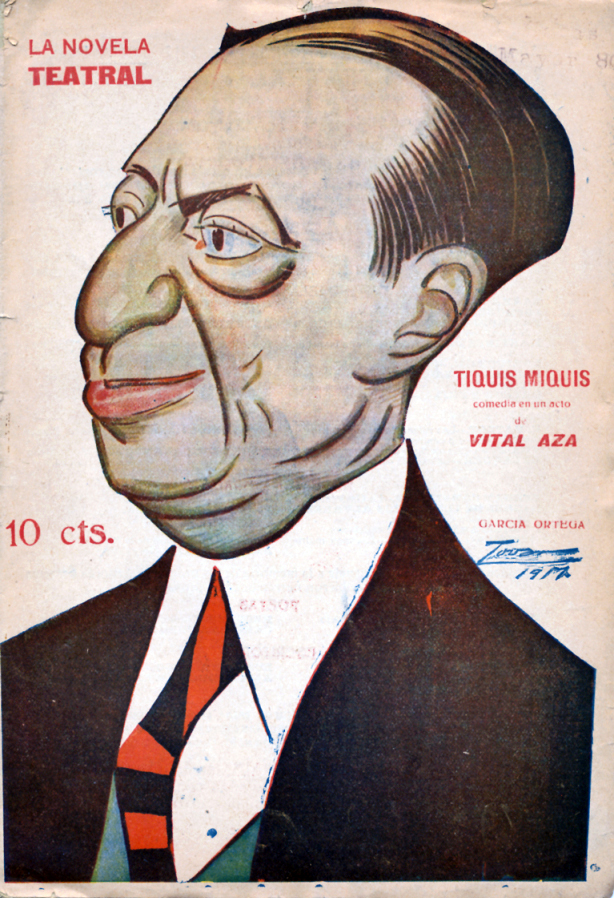
Caricaturizado por Tovar (1917)

Comenzó su carrera teatral junto a Emilio Mario y se formó como actor a la sombra de grandes damas de la escena española como María Tubau o María Guerrero, con la que estrenó Mariana (1892), de José de Echegaray y María del Carmen, de José Feliú y Codina.
Pasó más tarde al Teatro de la Comedia, formó compañía con Matilde Moreno y más tarde compañía propia (1897), estrenando obras de los Hermanos Álvarez Quintero (Los Galeotes, 1900), Jacinto Benavente o Ramón María del Valle-Inclán (El Marqués de Bradomín, el 25 de enero de 1906, y Águila de blasón en 1907).
Desde 1914 trabajó en el Teatro Eslava, donde estrenó El delito (1915), de Luis Fernández Ardavín; y desde 1917 en el de la Princesa donde, además de compartir escenario con Rosario Pino, llegó a estrenar en España dos obras de Oscar Wilde Un marido ideal y Una mujer sin importancia, ambas junto a Ana Adamuz.
Falleció días después de su 59 aniversario, y fue enterrado en la Sacramental de San Justo.

## Familia
Casado con la actriz Josefina Nestosa, tres de sus hijos también fueron actores: Luis, Rosario y Tote García Ortega.